# Rattus sordidus
Rattus sordidus is een rat die voorkomt in een ruime strook langs de oostkust van Queensland, op South West Island in het Noordelijk Territorium, in de drogere delen van het zuidoosten van Nieuw-Guinea en op Yule, een eiland voor de zuidkust van Papoea-Nieuw-Guinea. Waarschijnlijk is hij vanuit Australië in het Pleistoceen naar Nieuw-Guinea gegaan. In Australië leeft hij in open gebieden met veel gras en in rietvelden.
De soort is 's nachts actief, leeft op de grond en leeft in, vaak grote, groepen in holsystemen. Deze rat eet hoofdzakelijk gras en zegge, maar soms ook zaden en insecten. Hoewel dit dier het hele jaar door paart, worden de meeste jongen geboren in maart, april en mei.
R. sordidus is een kleine harige rat met een harde vacht. De rug is donker goudbruin tot zwart, de buik lichtgrijs. De bovenkant van de voeten is lichtroze, de onderkant lichtbruin. De korte, harige staart is donkergrijs tot zwart. De kop-romplengte bedraagt 125 tot 198 mm, de staartlengte 100 tot 167 mm, de achtervoetlengte 27 tot 37 mm, de oorlengte 16 tot 22 mm en het gewicht 50 tot 210 gram. Vrouwtjes hebben 2+2+2=12 mammae.
Er zijn drie ondersoorten:
- Rattus sordidus ariama (zuidelijk centraal Nieuw-Guinea)
- Rattus sordidus gestri (Zuidoost-Nieuw-Guinea)
- Rattus sordidus sordidus (Australië)

Aziatische zwarte rat (Rattus tanezumi)
· Bruine rat (Rattus norvegicus)
· Engganorat (Rattus enganus)
· Nillubergrat (Rattus montanus)
· Polynesische rat (Rattus exulans)
· Rattus adustus
· Rattus andamanensis
· Rattus arfakiensis
· Rattus argentiventer
· Rattus arrogans
· Rattus baluensis
· Rattus blangorum
· Rattus bontanus
· Rattus burrus
· Rattus ceramicus
· Rattus colletti
· Rattus detentus
· Rattus elaphinus
· Rattus everetti
· Rattus facetus
· Rattus feileri
· Rattus feliceus
· Rattus fuscipes
· Rattus giluwensis
· Rattus hainaldi
· Rattus halmaheraensis
· Rattus hoffmanni
· Rattus hoogerwerfi
· Rattus jobiensis
· Rattus koopmani
· Rattus korinchi
· Rattus leucopus
· Rattus losea
· Rattus lugens
· Rattus lutreolus
· Rattus macleari
· Rattus marmosurus
· Rattus mindorensis
· Rattus mollicomulus
· Rattus mordax
· Rattus morotaiensis
· Rattus nativitatis
· Rattus nikenii
· Rattus niobe
· Rattus nitidus
· Rattus novaeguineae
· Rattus ombirah
· Rattus omichlodes
· Rattus osgoodi
· Rattus palmarum
· Rattus pelurus
· Rattus pococki
· Rattus praetor
· Rattus pyctoris
· Rattus ranjiniae
· Rattus richardsoni
· Rattus sakeratensis
· Rattus salocco
· Rattus sanila
· Rattus satarae
· Rattus simalurensis
· Rattus sordidus
· Rattus steini
· Rattus stoicus
· Rattus taliabuensis
· Rattus tawitawiensis
· Rattus timorensis
· Rattus tiomanicus
· Rattus tunneyi
· Rattus vandeuseni
· Rattus verecundus
· Rattus villosissimus
· Rattus xanthurus
· Zwarte rat (Rattus rattus)